# Ranunculus hydrophilus
Ranunculus hydrophilus là một loài thực vật có hoa trong họ Mao lương. Loài này được Gaudich. ex Mirb. miêu tả khoa học đầu tiên năm 1825.